# Mertensia brevistyla
Mertensia brevistyla är en strävbladig växtart som beskrevs av S. Wats. Mertensia brevistyla ingår i släktet fjärvor, och familjen strävbladiga växter. Inga underarter finns listade i Catalogue of Life.